# Mapania insignis
Mapania insignis là loài thực vật có hoa trong họ Cói. Loài này được Sandwith mô tả khoa học đầu tiên năm 1933.